# Шарль-Пьер-Иасент д’Оссён
Маркиз Шарль-Пьер-Иасент д'Оссён (фр. Charles-Pierre-Hyacinthe d'Ossun; 2 февраля 1750 — 7 апреля 1790, Сан-Доминго) — французский генерал, гранд Испании 1-го класса.
Сын маркиза Пьера-Поля д'Оссёна и Луизы-Терезы де Окар де Монфермей. До 1788 носил титул графа д'Оссён.
Капитан Королевского корабельного полка, 28 июля 1773 назначен его командиром. До начала революции полк нес гарнизонную службу: в 1775 в Ла-Рошели, в 1776 в Даксе, в 1777 в Байонне, в 1784 в Перпиньяне, где д'Оссён 1 января 1784 был произведен в бригадиры, в 1786 в Сент-Омере, в 1787 в Эре.
В 1788 полк вернулся в Сент-Омер; д'Оссён 9 марта был произведен в лагерные маршалы и отставлен от должности командира.
По словам графа Александра де Тийи, д'Оссён был на хорошем счету у короля Людовика XVI, собиравшегося отправить его послом в Санкт-Петербург, на смену графу де Сегюру.

## Семья
Жена (26.01.1766): Женевьева де Грамон (28.07.1751—26.07.1794), придворная дама королевы Марии-Антуанетты, дочь графа Антуана-Адриена-Шарля де Грамона и Мари-Луиз-Софи де Фук
Дочь:
- Софи-Полин д'Оссён (1772—1845). Муж (1784): Луи-Жозеф Номпар де Комон, герцог де Ла Форс (1768—1838). По этому браку зять унаследовал титул гранда Испании 1-го класса